# Don Cesare di Bazan
Don Cesare di Bazan è un film del 1942 diretto da Riccardo Freda, al suo debutto come regista, adattato dal dramma francese in cinque atti Don Caesar de Bazan, scritto nel 1844 da Adolphe d'Ennery e Dumanoir.

## Trama
Don Cesare di Bazan è un nobile, abilissimo spadaccino che, suo malgrado, viene coinvolto in lotte e maneggi di ribelli per l'indipendenza di una regione spagnola.
Tra avventure fantastiche e romantici intermezzi riesce a salvare la propria vita e quella del suo sovrano.

## Distribuzione
La pellicola venne distribuita nel circuito cinematografico italiano il 4 ottobre del 1942.

## La critica
Su Cinema, del 25 ottobre 1942: "Freda debutta con tutti gli onori. Egli esibisce la disinvoltura tecnica, spettacolare e narrativa d'un veterano, ma con un gusto ben più educato, con una viva ed elegante cura dei particolari... la disinvoltura con cui egli guida gli attori, tra i quali spiccano Cervi e la bella davvero velasquiana Annelise Uhlig".
Per Freda è l'occasione di mettere in pratica una delle sue teorie: il rifiuto del cinema borghese, la proposta di un cinema che ha le sue radici "in Murnau e Lang, in Griffith e Ford".

## Manifesti e locandine
La realizzazione dei manifesti, per l'Italia, fu affidata al pittore cartellonista Anselmo Ballester.

## Opere correlate
Venti anni dopo lo stesso regista ha realizzato un libero remake del film intitolato Le sette spade del vendicatore (conosciuto anche come La lama del giustiziere).